# Imaging dei beni culturali
L'imaging dei beni culturali è una parte necessaria della conservazione a lungo termine del patrimonio culturale. Sebbene le condizioni fisiche degli oggetti cambino nel tempo, l'imaging serve per documentare e rappresentare il patrimonio in un momento preciso della vita dell'oggetto. Diversi metodi di imaging producono risultati applicabili in varie circostanze. Non tutti i metodi sono appropriati per ogni oggetto e non tutti gli oggetti sono compatibili con più metodi. Oltre alle preoccupazioni relative alla preservazione e alla conservazione, l’imaging può anche servire a migliorare la ricerca e lo studio del patrimonio culturale.

## Scopo
Uno dei motivi per cui si effettua l'imaging di oggetti è renderli disponibili per lo studio senza incorrere in danni inutili all'oggetto. Oltre a fornire materiale agli studiosi, le immagini possono anche essere aggiunte a cataloghi e database online per aumentare le dimensioni del pubblico che interagisce con gli oggetti e consentire loro di visualizzarli senza rischi aggiuntivi.
Un altro motivo è per scopi documentaristici, soprattutto per quanto riguarda la conservazione. Secondo l’American Institute for Conservation “La documentazione è fondamentale per la pratica etica della conservazione”. L'acquisizione di immagini prima della conservazione consente ai conservatori di registrare lo stato attuale dell'oggetto, che può quindi essere confrontato con le immagini successive alla conservazione. Ciò consentirà in futuro di rivedere i modi in cui un oggetto è stato influenzato dalla conservazione. Anche le immagini scattate in periodi di tempo diversi possono rivelare cambiamenti nelle condizioni e possono essere utilizzate per ridurre al minimo i danni futuri. La Guide to Digital Photography and Conservation Documentation dell'American Institute for Conservation è un'utile guida di riferimento per l'applicazione dell'imaging digitale al campo della conservazione. Descrive in dettaglio le linee guida per attrezzature e tecniche in linea con le migliori pratiche per la conservazione. Ciò copre tutto il campo di imaging, dai suggerimenti per i tipi di fotocamere e schede di memoria da utilizzare alla discussione dei dettagli di elaborazione e a come applicare i metadati.
Un ulteriore scopo si trova nel modo in cui l’imaging migliora la ricerca. Diversi tipi di imaging possono rivelare materiali e tecniche utilizzate nella creazione di un oggetto che non sono immediatamente evidenti ad occhio nudo.

## Metodi
Esistono molti metodi utilizzati nell'imaging. Questi possono includere diversi tipi di illuminazione e l'uso della radiografia. Diversi livelli di energia e tecnologie sono stati utilizzati per l'imaging del patrimonio culturale, tra cui l'imaging di maschere di mummie con più bande spettrali di luce, diverse tecnologie a raggi X, tomografia ottica a coerenza di fase e imaging terahertz. Fotografare oggetti in condizioni standard è una pratica tipica per preservare l'oggetto per sempre, ma non tutti gli oggetti avranno bisogno di immagini più specializzate. Coloro che eseguono o richiedono l'esecuzione dell'imaging esamineranno ciascun oggetto caso per caso per determinare l'utilità di esso. In alcuni casi le combinazioni di diversi tipi di imaging saranno più efficaci rispetto all'utilizzo di un solo tipo. Ciò può essere visto in progetti come la conservazione da parte del Getty Museum di Jacob Blessing the Sons of Joseph del Guercino e il progetto APPEAR (sempre del Getty Museum), i cui dettagli possono essere trovati su un blog dell'Artifact Lab del Penn Museum.

### Fotografia
La fotografia con illuminazione normale produrrà una registrazione dell'aspetto di un oggetto in condizioni standard che significano tipicamente un'illuminazione uniforme con abbagliamento minimo. Nella conservazione, queste immagini serviranno come registrazione "prima del trattamento". Possono anche fungere da immagine di catalogo per uso interno o per una raccolta online. Dopo un'acquisizione di immagini standard, è possibile acquisire immagini successive in varie condizioni per evidenziare le aree che necessitano di trattamento o un monitoraggio più attento.

#### Illuminazione radente

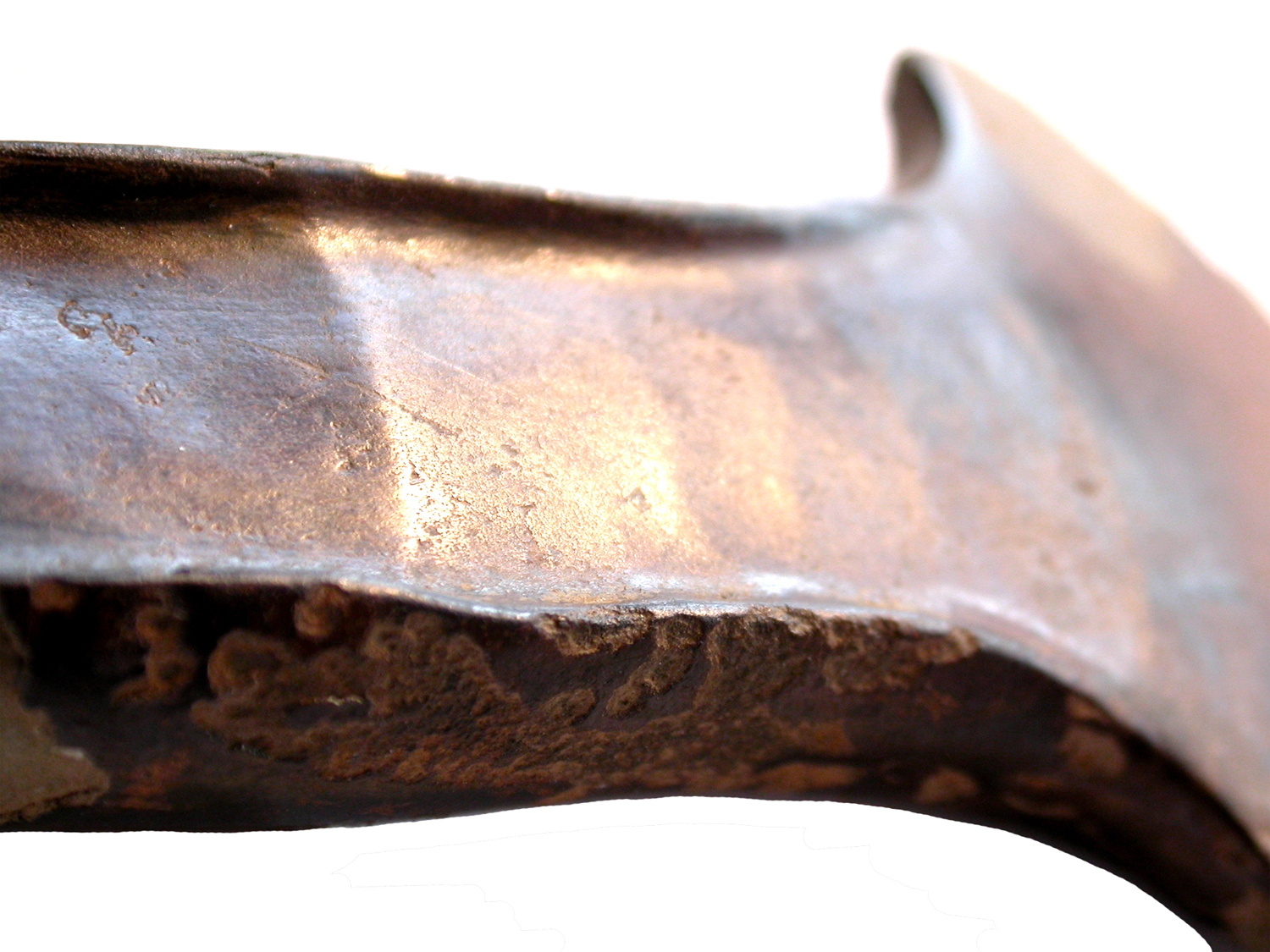
La luce radente consente allo spettatore di vedere cicatrici che non sono evidenti in condizioni di illuminazione standard.

L'illuminazione radente evidenzia la struttura sulla superficie di un oggetto. Ciò si ottiene utilizzando un'unica sorgente luminosa con un angolo basso rispetto all'oggetto. Le immagini scattate in queste condizioni possono rivelare deviazioni nella superficie di un oggetto: sgorbie, graffi, perdita di vernice, rigonfiamenti e altro. Nel caso degli oggetti archeologici ciò può rivelare come venivano fabbricati gli strumenti o come veniva lavorato il cibo (ad esempio segni di taglio sulle ossa). Nei dipinti può mostrare come l'artista ha utilizzato la vernice.

#### Illuminazione speculare
L'illuminazione speculare documenta la lucentezza superficiale di un oggetto. Nei dipinti viene utilizzato per evidenziare aree di anomalia. Mentre l'illuminazione radente produrrà una registrazione di queste anomalie con maggiore chiarezza, l'illuminazione speculare dipende meno dall'orientamento della luce. Esistono due configurazioni di base per l'illuminazione speculare: assiale e obliqua. Una configurazione assiale richiede che la telecamera e la sorgente luminosa si trovino sullo stesso asse. La fotocamera è parallela alla superficie dell'oggetto e la sorgente luminosa è accanto alla fotocamera. Una configurazione obliqua richiede che la fotocamera e la sorgente luminosa si trovino sui lati opposti del soggetto, ma che ciascuna abbia la stessa angolazione rispetto all'oggetto. La luce speculare può consentire ai conservatori di vedere segni di utensili su oggetti di legno o rientranze che sembravano inizialmente invisibili.

#### Illuminazione trasmessa

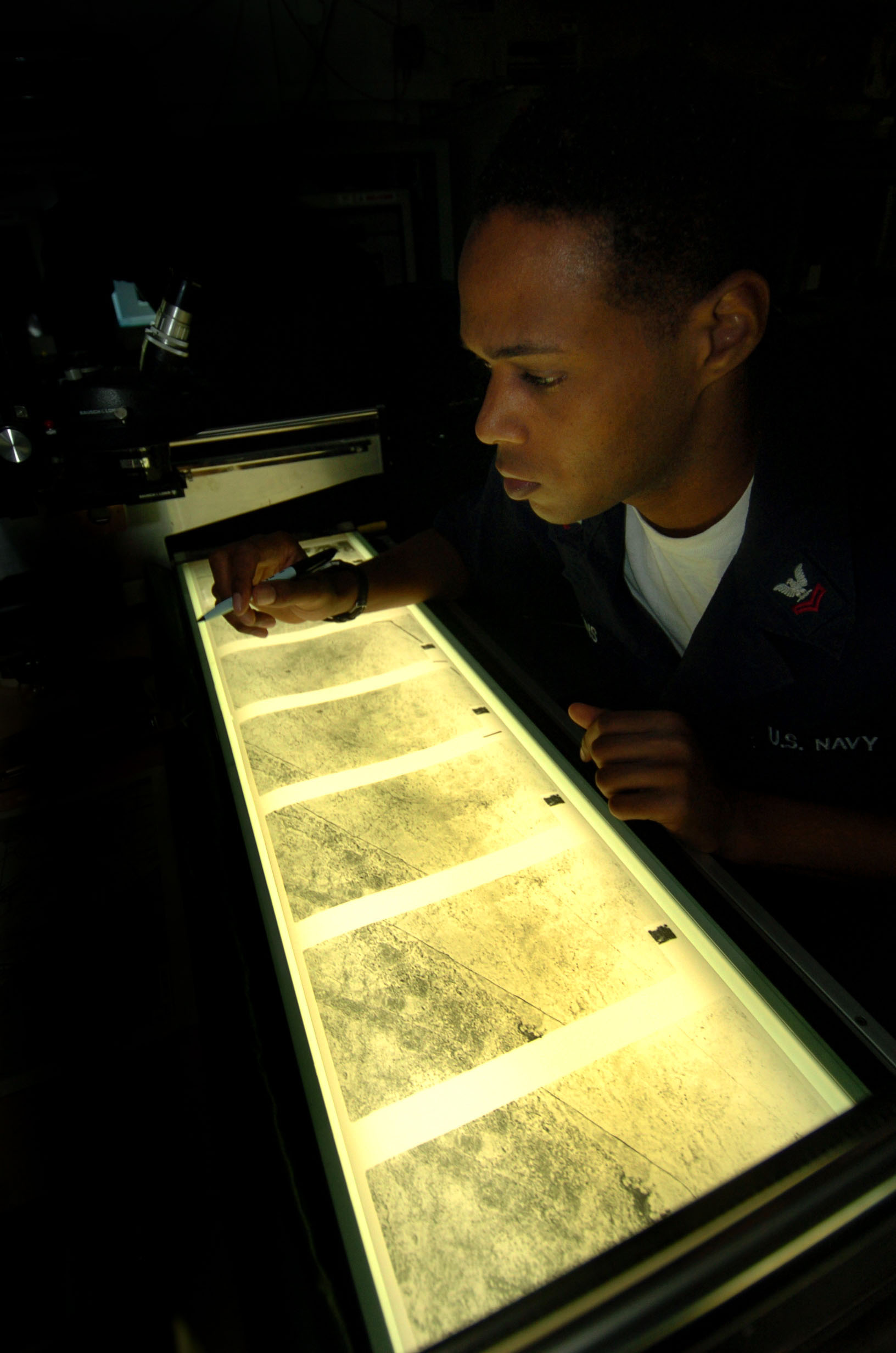
L'illuminazione trasmessa è simile agli effetti di un tavolo luminoso o di una scatola luminosa su un oggetto bidimensionale.

L'illuminazione trasmessa viene utilizzata per evidenziare, tra le altre cose, lo spessore e le perdite poiché utilizza una sorgente luminosa che si trova dietro l'oggetto fotografato. (Per gli oggetti bidimensionali ha una funzione molto simile a un tavolo luminoso.) Questa retroilluminazione fornisce un modo per vedere imperfezioni come crepe e buchi oltre a rivelare la struttura generale di un oggetto. Usata su oggetti come il papiro, può aiutare a rivelare lo stato delle singole fibre. Può anche essere utile con tessuti o articoli di vimini in cui una trama fitta può rendere difficile notare danni o indizi su come è stato tessuto l'oggetto.

### Fotografia a infrarossi

Questa immagine mostra come viene utilizzata la luce infrarossa per scoprire i disegni che si trovano sotto i pigmenti colorati di un dipinto. L'occhio umano non può vedere attraverso i pigmenti perché bloccano la luce visibile. Mentre la luce infrarossa lo attraversa, può rivelare ciò che si trova sotto, grazie a una telecamera a infrarossi.

La fotografia a infrarossi è stata utilizzata nella conservazione sin dagli anni '30. Nell'arte l'applicazione più conosciuta è la possibilità di vedere i disegni dei dipinti o i cambiamenti nella composizione. La Stanza Blu di Picasso ne è un famoso esempio. È stato utilizzato anche per migliorare la leggibilità di manoscritti e iscrizioni, come nel caso dei Rotoli del Mar Morto e del Progetto Internazionale Dunhuang. L'inchiostro nero carbone tende a essere visibile molto bene agli infrarossi.

### Fotografia ultravioletta
La fotografia ultravioletta viene spesso utilizzata per la differenziazione e la caratterizzazione dei materiali. La radiazione ultravioletta può far sì che i materiali emettano fluorescenza che può essere vista e fotografata. L'intensità e il colore della fluorescenza sono influenzati dalla quantità di materiale, dai tipi di materiali e dall'entità del deterioramento.
Le radiazioni UV possono rivelare anche cose non visibili ad occhio nudo. Il Codex Sinaiticus contiene la copia più antica e completa del Nuovo Testamento. Nell'ultima pagina del Vangelo di Giovanni la radiazione UV mostra che la frase finale è stata aggiunta più tardi. Sebbene le implicazioni di ciò siano radicate negli studi biblici, ciò dimostra che nei manoscritti c'è di più di ciò che si trova a livello superficiale. In ambito conservativo ciò dimostra che con le radiazioni UV anche l'“invisibile” diventa parte della documentazione dell'oggetto e deve essere documentato e monitorato.
Usati sui dipinti, i raggi UV possono rivelare dove si sono verificati restauri precedenti. La vernice sopra un dipinto è solitamente più fluorescente dei pigmenti. Se è presente della vernice nuova sopra la vernice originale, il restauratore sa che c'è stato qualche restauro in passato. I raggi UV possono anche aiutare a rivelare i materiali utilizzati in un dipinto.

### Imaging multispettrale (MSI)

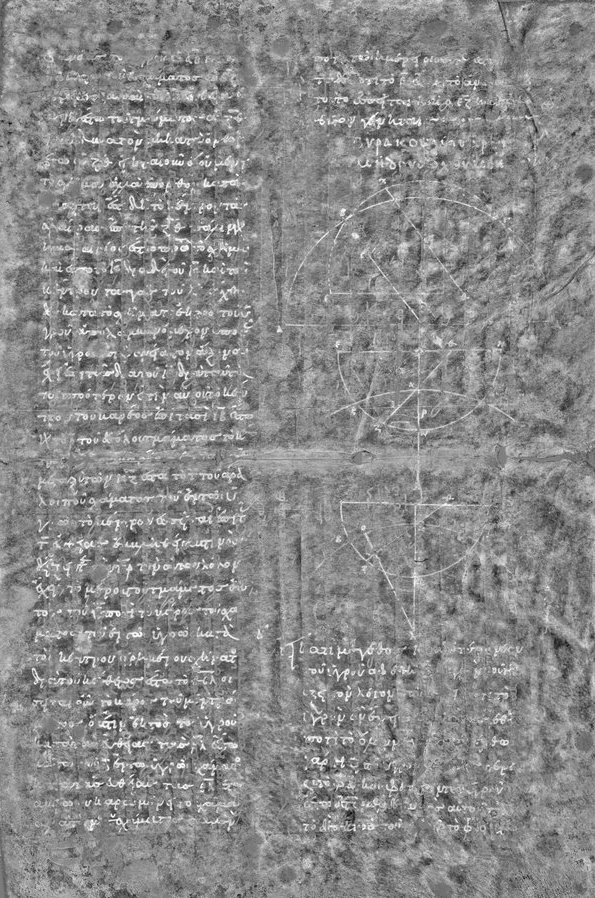
Il testo originale del Palinsesto di Archimede può essere visto dopo l'imaging.

Un'immagine multispettrale è un'immagine con punti di cattura attraverso lo spettro luminoso. Diverse lunghezze d'onda della luce sono separate da filtri o illuminate con strette bande di luce. Questi filtri possono anche essere combinati con diversi colori di luce nonché IR e UV per produrre risultati e fluorescenza diversi. MSI è stato utilizzato in diversi importanti progetti riguardanti manoscritti antichi. Ciò non solo è utile per rendere leggibili e disponibili questi testi, ma queste immagini sono utili per la conservazione. Registrando cose che non sono facilmente visibili, MSI aiuta i conservatori a essere consapevoli di ciò che non possono vedere e consente loro di monitorare queste condizioni. Questo può essere visto in esempi di dipinti come i ritratti delle mummie. Il Penn Museum ha dimostrato tramite MSI che uno dei loro ritratti ha un contorno della figura inciso nel dipinto. Ciò è qualcosa che non era visibile in condizioni standard e che non hanno notato su altri ritratti.
MSI aiuta anche gli studiosi a leggere testi precedentemente illeggibili. Il Palinsesto di Archimede ne è un famoso esempio, ma molti altri palinsesti sono stati resi leggibili mediante questo processo. Diversi gruppi, istituzioni e aziende lavorano per immaginare i manoscritti utilizzando MSI e altri metodi per preservarli digitalmente, renderli accessibili agli studiosi e migliorare la leggibilità.
MSI sta studiando anche strutture storiche, come dimostrato con lo studio di una casa dell'epoca della Guerra Civile nella città di Fairfax, Virginia, con un sistema di imaging multispettrale a banda stretta per supportare la ricerca sui graffiti dei soldati e la conservazione della struttura muraria interna.

### Tomografia a coerenza ottica
La tomografia ottica a coerenza di fase (OCT) può aiutare a rivelare strati e visualizzazioni 3D di testo su vari media, inclusi papiro e carta. È stata utilizzata con l'imaging multispettrale per fornire maggiori informazioni sul testo e sull'inchiostro su diversi strati di un oggetto. Ciò è stato utilizzato nella ricerca sul cartonnage delle maschere di mummia di papiro per visualizzare piccole aree di cartonnage insieme all'imaging multispettrale a banda stretta per rivelare strati di inchiostro.

### Reflectance Transformation Imaging (RTI)
Il "Reflectance Transformation Imaging" utilizza procedure speciali per creare una mappa di texture polinomiale di un oggetto (PTM - Polynomial texture mapping). Questi PTM vengono creati da una serie di immagini utilizzando una fotocamera fissa e un'unica fonte di luce che può essere mantenuta in diverse posizioni.
Quanto segue è citato dal sito web di Cultural Heritage Imaging:
"Le immagini RTI vengono create da informazioni derivate da più fotografie digitali di un soggetto ripreso da una posizione fissa della fotocamera. In ogni fotografia, la luce viene proiettata da una diversa direzione nota o conoscibile. Questo processo produce una serie di immagini dello stesso soggetto con luci e ombre variabili. Le informazioni sull'illuminazione provenienti dalle immagini vengono sintetizzate matematicamente per generare un modello matematico della superficie, consentendo all'utente di riaccendere l'immagine RTI in modo interattivo ed esaminarne la superficie su uno schermo.
Ogni RTI assomiglia a una singola immagine fotografica bidimensionale (2D). A differenza di una tipica fotografia, le informazioni sulla riflettanza derivano dalla forma tridimensionale (3D) del soggetto dell'immagine e codificate nell'immagine per pixel, in modo che l'immagine RTI sintetizzata “sa” come la luce si rifletterà sul soggetto. Quando l'RTI viene aperto nel software di visualizzazione RTI, ciascun pixel costituente è in grado di riflettere la luce “virtuale” interattiva del software da qualsiasi posizione selezionata dall'utente. Questa mutevole interazione di luci e ombre nell'immagine rivela i dettagli più fini della forma della superficie 3D del soggetto.
L'RTI è stato inventato da Tom Malzbender e Dan Gelb, ricercatori presso Hewlett-Packard Labs. Un documento fondamentale che descrive questi primi strumenti e metodi, denominato Polynomial Texture Mapping (PTM), è stato pubblicato nel 2001."
RTI ha diverse applicazioni per i beni culturali. In molti casi i PTM possono migliorare la leggibilità delle iscrizioni, come gli amuleti metallici le cui iscrizioni sono state oscurate dalla corrosione. I PTM si sono rivelati utili anche nell'analisi di ceramiche e dipinti. Crepe e vaiolature che non erano visibili in condizioni standard sono diventate visibili utilizzando RTI. La Tate e la National Gallery hanno studiato l'uso dei PTM e hanno stabilito che potrebbero essere valide alternative alla luce radente; soprattutto perché si è scoperto che i PTM sono più facilmente replicabili rispetto alle fotografie a luce radente.
Con i manoscritti RTI può evidenziare la forma e la struttura delle pagine. Sebbene queste pagine siano generalmente viste come elementi bidimensionali, RTI le rende tridimensionali e mostra che esiste più di una semplice pagina piatta. Ciò è utile per la leggibilità (per gli studiosi) e per la condizione (per i conservatori). Gli studiosi possono vedere il testo più chiaramente e potrebbero anche essere in grado di vedere il testo che è stato cancellato. Ciò è particolarmente vero in condizioni in cui l'inchiostro "mangia" fori a forma di lettera sulla superficie della pagina. I conservatori possono utilizzare i PTM per determinare il grado di danno alla superficie, poiché crepe, deformazioni e buchi diventano molto più pronunciati.
Per esempi dei tipi di risultati che RTI può produrre vedere i video sul sito web di Cultural Heritage Imaging.

### Radiografia

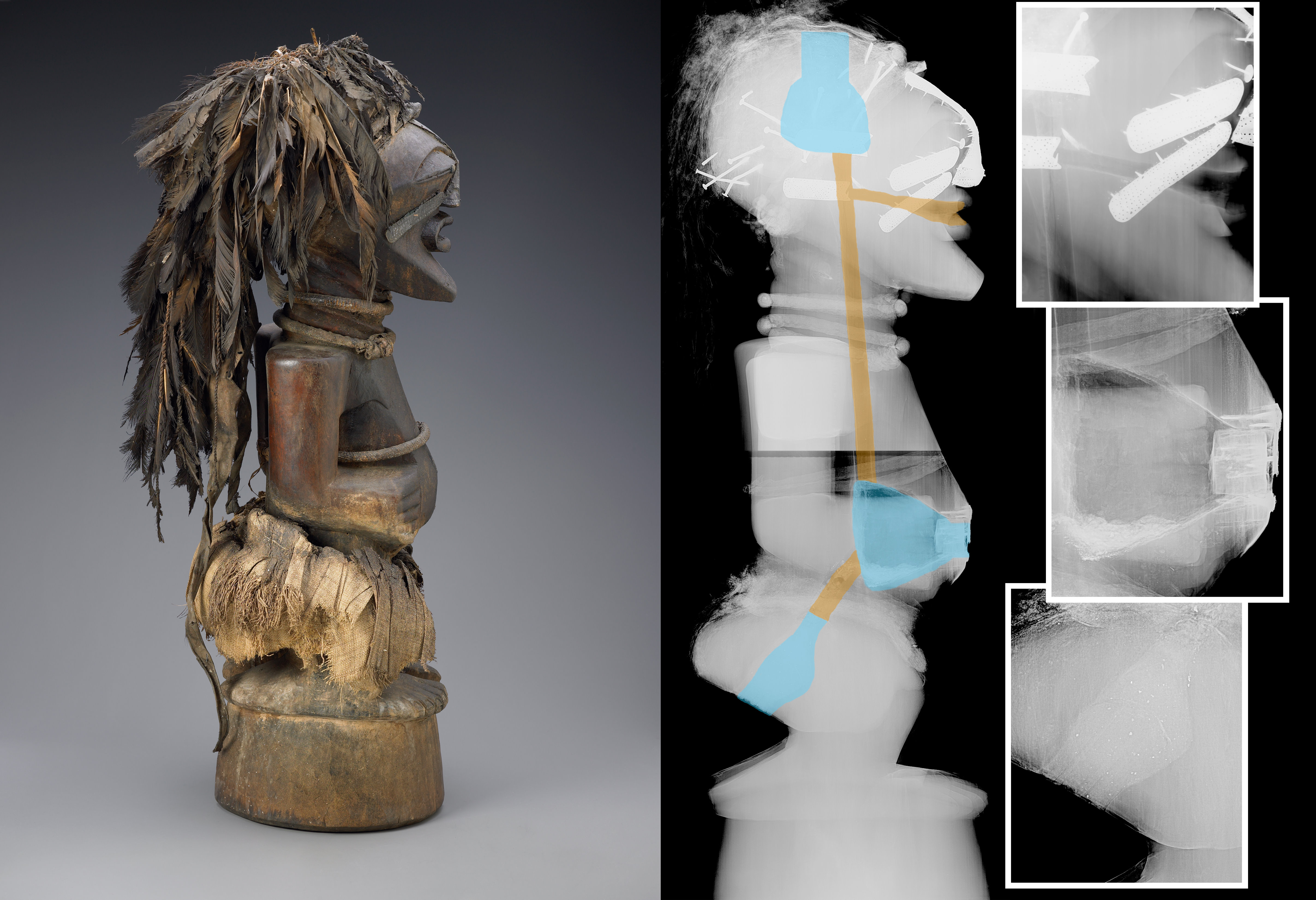
Immagine radiografica di una figura africana che mostra parte della struttura interna dell'oggetto. (Indianapolis Museum of Art).

La radiografia è un'analisi non distruttiva della struttura interna di un oggetto, che utilizza i raggi X per creare un'immagine. Per i dipinti ciò significa che i conservatori possono potenzialmente vedere la struttura interna del dipinto e conoscere i materiali e le tecniche utilizzate dall'artista originale. La radiografia può essere utilizzata anche su oggetti archeologici o sculture per conoscere meglio la struttura interna che altrimenti sarebbero invisibili senza distruggere l'oggetto stesso. Questo tipo di imaging produce un'immagine bidimensionale del funzionamento interno dell'oggetto. La tecnologia a raggi X è stata utilizzata per leggere i papiri di Ercolano danneggiati invece di provare a srotolare il papiro per leggerne il contenuto. Nell'ambito di una misura di conservazione sul Polittico dell'Agnello Mistico, sono state eseguite delle radiografie per comprendere meglio come il pezzo è stato dipinto e assemblato. Le immagini di quel progetto possono essere visualizzate sul sito web Closer to Van Eyck. Sul blog Artifact Lab del Penn Museum ci sono più voci che discutono delle applicazioni della radiografia sul patrimonio culturale.
Le scansioni TC creano un'immagine tridimensionale da molte immagini radiografiche 2D. Ciò produce sezioni trasversali di immagini e consente l'isolamento dei livelli. Come le immagini 2D, ciò consente di osservare le sezioni interne degli oggetti senza causare danni. Le scansioni TC sono state utilizzate sulle mummie (più simili agli usi medici tradizionali delle scansioni TC) così come su altri oggetti, come le tavolette cuneiformi. Le scansioni TC sono state utilizzate anche sui rotoli di papiro per srotolarli digitalmente, consentendone la lettura, ma senza causare alcun danno. Il Museo di Storia Naturale di Londra ha utilizzato le scansioni TC per scattare immagini di alcuni dei loro esemplari e creare modelli 3D. Si tratta di una tecnica molto meno invasiva rispetto al modello tradizionale di stampaggio e fusione. Tutte queste applicazioni hanno l'obiettivo di essere quanto più non invasive possibile cercando allo stesso tempo di raccogliere quante più informazioni possibili.
La risonanza magnetica è una tecnica utilizzata in radiologia che non utilizza raggi X. Viene utilizzato principalmente nell'imaging medico per generare immagini degli organi del corpo. Può essere applicato anche a persone decedute. Ad esempio, si è scoperto che una donna sepolta a Novosibirsk, in Russia, soffriva di cancro al seno. Questo tipo di imaging consente un'analisi non invasiva per aiutare gli scienziati a comprendere meglio gli antenati umani del passato.

## Esempi
Esistono centinaia e forse migliaia di esempi di progetti che utilizzano tecniche di imaging non invasive. Qui ne vengono evidenziati alcuni dei più comunemente conosciuti.

### Palinsesto di Archimede

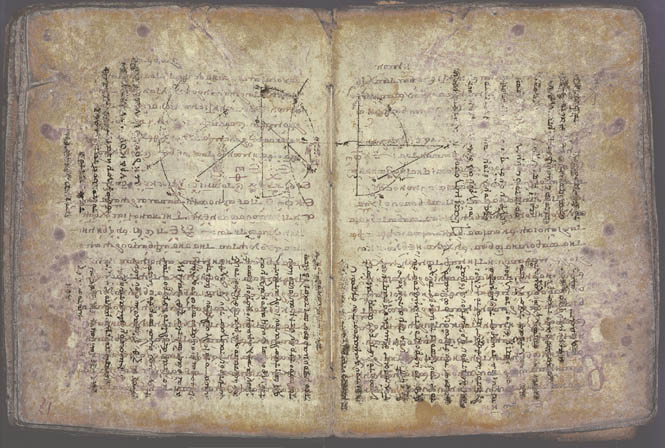
Palinsesto di Archimede

Il Palinsesto di Archimede è un manoscritto su pergamena che contiene scritti di due periodi temporali diversi. Nel XIII secolo i monaci cancellarono e riscrissero una copia del X secolo di alcune opere originariamente scritte da Archimede. Attraverso una combinazione di diverse tecniche di imaging (MSI, illuminazione radente e fluorescenza a raggi X) e varie procedure di elaborazione, lo strato più vecchio è diventato leggibile.

### Palinsesto del Galeno Siriaco
Il Palinsesto del Galeno Siriaco è un manoscritto su pergamena con una prima traduzione del filosofo medico greco Galeno di Pergamo sovrascritta con salmi per i giorni della settimana. L'MSI e successivamente la fluorescenza a raggi X furono usati per rivelare il sottotesto di Galeno.

### Mummie egiziane
Con l'uso delle tecnologie di imaging, è possibile condurre ricerche sulle mummie senza doverle manipolare. Una mostra del 2014 al British Museum ha evidenziato queste tecniche di imaging insieme alle otto mummie che sono state fotografate. Le scansioni TC prodotte consentono uno sguardo digitale strato per strato sulle sepolture. Le maschere delle mummie sono state studiate con sei diverse tecnologie di imaging in un progetto globale che ha coinvolto più istituzioni per dimostrare la fattibilità dell'uso della tecnologia di imaging digitale non distruttiva per rendere i testi visibili nelle immagini di papiro.

### Tavolette e involucri cuneiformi
Gli scanner TC sono stati utilizzati per osservare le tavolette cuneiformi strato per strato per riprodurle con una stampante 3D. Ciò è stato fatto alla Cornell University e alla TU Delft (“Scanning for Syria”) dove sono state effettuate scansioni di stampi in silicone anziché di tavolette originali. In una presentazione intitolata "Using CT to Image and 3D print Cuneiform Tablets without Removing Them from Their Envelopes", all'incontro annuale dell'ASOR nel 2016, il dottor Andrew Shortland ha discusso di come il suo team aveva trovato un modo per isolare l'interno compresso dalla tavoletta e leggere il contenuto senza rompere lo strato esterno.

### Rotolo En-Gedi
Reso illeggibile dopo un incendio nel 600 d.C., il Rotolo En-Gedi è la prima copia di un libro del Pentateuco mai trovata in un'Arca Sacra. Questo rotolo non può essere toccato senza infliggere ulteriori danni, rendendo l'imaging non invasivo una tecnica ideale per rivelare il testo all'interno. Utilizzando la scansione micro-CT, che crea un rendering 3D del rotolo in cui la luminosità corrisponde alla densità, i conservatori sono stati in grado di distinguere il denso inchiostro metallico dal rotolo a base di carbonio. Utilizzando tecniche di virtual unwrapping, gli scienziati informatici sono stati in grado di convertire le informazioni 3D sulla densità di posizione fornite dalla scansione in una visualizzazione 2D del rotolo "scartato".